# Tjörn község
Tjörn község (svédül: Tjörns kommun) Svédország 290 községének egyike. 
A mai község 1952-ben jött létre.

## Települései
A községben  11 település található:
| Település    | Népesség | Megjegyzés         |
| ------------ | -------- | ------------------ |
| Skärhamn     |          | a község székhelye |
| Rönnäng      |          |                    |
| Höviksnas    |          |                    |
| Myggenäs     |          |                    |
| Kållekär     |          |                    |
| Klädesholmen |          |                    |
| Stora Dyrön  |          |                    |
| Åstol        |          |                    |
| Bleket       |          |                    |
| Kuballe      |          |                    |
| Skåpesund    |          |                    |

## Külső hivatkozások
- Hivatalos honlap